# Marvin Hart
Marvin Hart, soprannominato "The Kentucky Plumber" (l'idraulico del Kentucky) (Louisville, 16 settembre 1876 – Fern Creek, 17 settembre 1931), è stato un pugile statunitense. Campione del mondo dei pesi massimi dal 1905 al 1906.

## Biografia e Carriera
Hart da giovane si distinse come un buon studente, fu un ottimo lottatore e giocatore di football tanto da essere inserito nella squadra del Louisville Athletic Football Club. Con la boxe, iniziò per caso a 23 anni circa, non fece mai il dilettante ed iniziò a combattere come peso medio nel 1899.
Cominciò a combattere a Louisville e dal 1899 al 1901 ottenne 14 vittorie consecutive di cui 13 per KO. Bill Hanrahan fu il primo a fermarlo per KO in un solo round nel dicembre 1901.
Poi ottenne altri successi, una sconfitta e una vittoria nel rematch contro Philadelphia Jack O'Brien. Affrontò George Gardner, Joe Choynksi e il "Gigante di Akron" Gus Ruhlin. Il 28 marzo 1905 vinse ai punti in 20 round contro Jack Johnson.

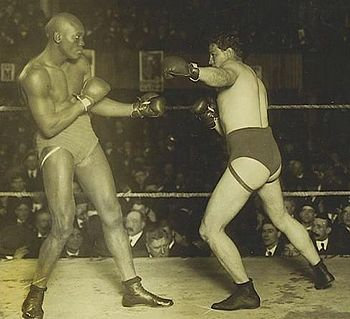
Jack Johnson vs Marvin Hart (1905)

### Titolo Mondiale dei Pesi Massimi
Quando James J. Jeffries lasciò il titolo vacante organizzò il 3 luglio 1905 un incontro tra Jack Root e Marvin Hart per il campionato del mondo dei massimi. L'incontro fu organizzato con molte difficoltà dal Reno Athletic Club, che investì molto denaro per esso.
In quegli anni in realtà Jack O'Brien, Gus Ruhlin, George Gardner e Jack Johnson erano considerati i veri pretendenti al titolo; lo stesso Fitzsimmons in un certo senso lo rivendicava. Comunque il match fu un successo; l’arena ebbe oltre 6500 spettatori, tanti considerando che Reno all’epoca aveva circa 7 000 abitanti, inoltre fu uno dei primi match aperti anche al pubblico femminile. Hart, che pesava 86,2 kg, vinse per KO con un colpo al plesso solare al 12º round e al tempo fu considerato l’erede di Jim Jeffries.
Il 23 febbraio 1906 perse il titolo, lasciandolo nelle mani di Tommy Burns. A Los Angeles, Hart (87,3 kg) perse ai punti in 20 riprese contro Burns (79,4 kg). Dall'inizio alla fine, ad eccezione del 10º e 12º round, Burns ebbe totalmente la meglio, battendolo in ogni aspetto della boxe, rendendolo a tratti un novellino.

### Declino e ultimi incontri
Hart perse il seguente incontro, dove fu visto totalmente fuori allenamento e sovrappeso. Nel 1907 perse per TKO contro Mike Schreck. Poi vinse diversi incontri minori e ne perse altrettanti, il suo ultimo match fu nel dicembre 1910, contro Carl Morris, un massimo di 193 cm per 106 kg. Hart arrivò al peso a 96 kg, sicuramente fuori forma andò giù tre volte e chiese di fermare l'incontro al 3º round.
Si ritirò a 34 anni, Hart gestì una taverna alla 466 East Market Street a Louisville. Lavorò anche come arbitro di Boxe. Marvin Hart morì di fegato ingrossato e alta pressione sanguinia nel 1931 a 55 anni.

## Stile
Secondo le fonti Hart non era un pugile elegante anzi il contrario, essendo un po' goffo e impacciato nella tecnica (fonte Callis), ma era molto resistente. Aveva un allungo di 188 cm, nonostante l'aspetto fisico ingannevole generalmente il suo peso oscillava tra gli 83 e 90 kg (quando salì nella categoria dei massimi). Era forte fisicamente e con un animo di gran combattente, inoltre era un attaccante implacabile con potenza in entrambi i pugni. Ciò lo dimostra sicuramente la sua vittoria contro la futura leggenda Jack Johnson nel 1905 in 20 round, e la sua resistenza in altrettanti 20 round quando fu sconfitto da Tommy Burns.